# Bausch & Lomb Championships 2004
Il Bausch & Lomb Championships 2004 è stato un torneo di tennis giocato sulla terra verde. È stata la 25ª edizione del Bausch & Lomb Championships che fa parte della categoria Tier II nell'ambito del WTA Tour 2004. Si è giocato al Racquet Park at the Amelia Island Plantation nella Amelia Island in Florida dal 5 all'11 aprile 2004.

## Campionesse

### Singolare
Lindsay Davenport ha battuto in finale  Amélie Mauresmo con il punteggio di 6–4, 6–4

### Doppio
Nadia Petrova /  Meghann Shaughnessy  hanno battuto in finale  Myriam Casanova /  Alicia Molik con il punteggio di 3–6, 6–2, 7–5